# Tommy Karls
Sven Tommy Karls (* 13. Oktober 1961 in Nyköping) ist ein ehemaliger schwedischer Kanute.

## Erfolge
Tommy Karls gehörte bei den Olympischen Spielen 1984 in Los Angeles neben Per-Inge Bengtsson, Lars-Erik Moberg und Thomas Ohlsson zum schwedischen Aufgebot im Vierer-Kajak. Sie schlossen ihren Vorlauf auf dem dritten Platz ab und qualifizierten sich nach einem zweiten Platz im Halbfinale für den Endlauf. Die 1000-Meter-Distanz absolvierten sie dort in 3:02,81 Minuten, womit sie hinter dem australischen Vierer-Kajak und vor der französischen Mannschaft die Silbermedaille gewannen.
1985 wurde Karls in Mechelen mit dem Vierer-Kajak über 10.000 Meter hinter der ungarischen Mannschaft Vizeweltmeister. 1992 belegte er in Brisbane im Kanumarathon den dritten Platz im Zweier-Kajak. Sein Partner war dabei Magnus Skoldback.